# Voo TAME 120
O voo TAME 120 era um avião Boeing 727-134 de passageiros, registro HC-BLF, chamado El Oro, operava voos internacionais regulares de passageiro entre Quito, no Equador e Cali, na Colômbia, com uma escala regular na cidade Equatoriana fronteiriça de Tulcán. A aeronave caiu durante a aproximação do Aeroporto Internacional Tulcán Teniente Coronel Luis A. Mantilla em 28 de janeiro de 2002. O piloto fez a aproximação incorretamente em condições nebulosas, e a aeronave voou para o lado do Vulcão Cumbal, localizado perto de Ipiales, na Colômbia, às 10h23 da manhã. Todos os 87 passageiros e sete tripulantes morreram na queda.

## Cronologia do voo
O Boeing 727-100 partiu de Quito às 10h03 hora local, decolando da Pista 17. A aeronave subiu até uma altitude de cruzeiro de 18 000 pés e continuou a norte-nordeste ao longo da rota aérea G-675. A primeira etapa, entre Quito e Tulcán, foi curta. Às 10h15 HC-BLF fez conta(c)to com a torre de controle de Tulcán, onde estava posicionado a 29 milhas de Tulcán NDB. A tripulação recebeu permissão para descer para 14 000 pés. Foi fornecida as condições meteorológicas e liberado para a aproximação. A Aproximação NDB para a Pista 23 do Aeroporto Teiente Coronel Luis A. Mantilla levaria o avião diretamente sobre do aeroporto, tendo 085 graus; a aeronave teria então que fazer uma curva à esquerda para a cabeceira 233 após 1,5 minutos, voando a 180 nós IAS, durante toda a descida até a altitude final de 11 500 pés. A elevação da pista é 9679 pés; há inúmeras cadeias de montanhas e picos localizadas na vizinhança do aeroporto, que está localizado no alto da Cordilheira dos Andes Andes. O vulcão Cumbal, que se eleva a uma altitude de 15.626 pés, está localizada a menos que 20 milhas ao oeste do aeroporto.
El Oro começou a aproximação pelo sudoeste, passando um pouco a oeste do NDB, ao invés de diretamente sobre ela. O piloto começou a virada corretamente, mas voava muito rápido; a aeronave estava voando a 230 nós, ao invés dos 180 requisitado. Isto levou o 727 a passar do seu curso pretendido; no momento em que deu a volta para a cabeceira ocidental, não estava voando em direção à pista, mas ao lado do Vulcão Cumbal. 
A aeronave voou ao lado da montanha às 10h23, após, nenhum outro conta(c)to foi feito com o voo. O impacto ocorreu em uma elevação de 14 700 pés, 1 400 pés abaixo do cume do vulcão. A visibilidade era muito pobre no momento do acidente; os destroços foram encontrados quase um dia depois.

## Investigação
A comissão de investigação da Unidade Administrativa Especial de Aeronáutica Civil (Colômbia) encontrou uma causa provável do acidente, "1) A decisão do piloto... para iniciar e continuar o voo em direção ao Aeroporto de Tulcán apesar das condições meteorológicas abaixo da mínima estabelecida no procedimento operacional da companhia. 2) Navegação e operação inadequadas da aeronave pelos pilotos no comando... consistente com a entrada do padrão de exploração no Tulcán NDB com uma velocidade de 230 nós indicada e com um ângulo de inclinação de 15 graus, excedendo o limite máximo de 180 nós estipulado em todo o procedimento, e usando um ângulo de inclinação inferior ao recomendado de 25 a 30 graus... e com isso, conduzindo para uma colisão mortal contra o Vulcão Cumbal".